# The Time Is Now
The Time Is Now was een single van de Britse groep Moloko. Het nummer maakte deel uit van hun derde album, Things to Make and Do. Het nummer was op de Brit Awards van 2001 genomineerd in de categorie "Best British Single" maar verloor van Robbie Williams met zijn single Rock DJ.